# Попович, Миня
Миня Попович (серб. Миња Поповић / Minja Popović; 23 января 1983, Приштина, СФРЮ) — сербский футболист, полузащитник.

## Клубная карьера
В футбол начинал играть в сербской команде второго дивизиона «Единство» (Уб). Перед началом сезона 2004/05 переехал на Украину, где продолжил карьеру в команде первой лиги «Спартак-Горобына». В сумском клубе, президентом которого на тот момент был Владимир Щербань, Попович одним из трёх легионеров вместе с узбекским голкипером Александром Корнейчуком и боснийцем Джордже Инджичем. В составе «Спартака» сербский футболист дебютировал 18 июля 2004 года, выйдя со старта на матч против луганской «Зари». На 51 минуте игры был заменён на Романа Полищука. До конца календарного года Попович ещё 8 раз появлялся на поле в составе сумчан, часто — за несколько минут до финального свистка. В одном из таких матчей, выйдя на поле на 89 минуте, через 2 минуты отличился забитым голом в ворота ЦСКА. Во время пребывания в Сумах тренер «Спартака» Михаил Калита так охарактеризовал футболиста: «У Поповича хорошая скорость, но он пока не умеет пользоваться ею, парня захлёстывают эмоции.».
В 2005 году Попович продолжил карьеру в сербском клубе БАСК. Летом 2007 года вернулся на Украину. В услугах сербского полузащитника заинтересовался клуб высшей лиги «Закарпатье». Сыграв 2 матча в высшем дивизионе, футболист большую часть первой половины сезона провёл в команде дублёров. С 2008 года играл в командах «Чукарички», «Отопени», «Банат», «Вождовац» и «Раднички» (Ниш).